# Dalymount Park
Dalymount Park – stadion piłkarski w Dublinie, w Irlandii. Obiekt może pomieścić 7955 widzów. Został otwarty w 1901 roku. Swoje spotkania rozgrywa na nim drużyna Bohemian F.C. Architektem tego stadionu jest Archibald Leitch.